# RK Brod Slavonski Brod
Rukometni klub Brod (RK Brod; Brod; Brod Slavonski Brod) je muški rukometni klub iz Slavonskog Broda, Brodsko-posavska županija. U sezoni 2018./19. klub nastupa u  2. HRL - Istok.

## O klubu
Rukometni klub je osnovan 1953. godine pod nazivom "Radnički" s muškom i ženskom ekipom. 1954. klub dobiva naziv "Proleter", a već 1955. godine vraća naziv "Radnički", koji djeluje u sklupo Sportskog društva "Đuro Đaković". Od 1958. do 1962. godine u sustav "Radničkog" pristupaju ostali rukometni klubovi iz Slavonskog Broda: "Crvena zvijezda", Željezničar", Slavonija". "Radnički" se 1960.-ih natječe u Slavonskoj regionalnoj ligi, odnosno Slavonskoj zoni. Radnički 1966. osvaja Prvenstvo Hrvatske. Krajem 1960.-ih klub ima suparnike u gradskom klubu "Brod" (koji se 1967. fuzionira s "Radničkim"), te u "Premiumu" iz Bosanskog Broda. 
 
Na skupštini klub dolazi do promjene imena u "Slavonija DI"; po generalnom sponzoru - Drvonj industriji "Slavonija". Od sezone 1970./71. pa doraspada SFRJ, klub je sudionik Hrvatske republičke lige, Hrvatske regionalne lige - Istok, Slavonske regionalne lige, te od 1978. do 1982. igraju i u Drugoj saveznoj ligi - Sjever. 
 
Osamostaljenjem Hrvatske, "Slavonija DI" u sezoni 1992./93. igra u 1. B HRL - Sjever, ali ispada u 2. HRL. Klub 1994. mijenja naziv u "Slavonija 1890 DI". Pod tim imenom osvajaju 2. HRL - Istok u sezoni 1995./96. i vraćaju se u 1. B HRL- Sjever, iz koje ispadaju u sezoni 1997./98., te ipadaju u 2. HRL. Početkom 1999. godine, dolazi do promjene imena kluba u "Brod-Vacom" (ponegdje se nalazi i "Brod-VACOM") i osvajaju 2. HRL - Istok, ali ostaju u njoj zbog uvođenja jedinstvene 1. B HRL, te narednih godina igra u 2. HRL (skupine Istok i Sjever). 2003. godine po novim sponzorima klub dobiva naziv "Agromix Sitolor"', ali već 2004. postaje "Brod". "Brod" se 2005. godine spaja s drugim gradskim klubom "Livadom", članom 3. HRL - Istok u RK "Livada - Brod", te novi klub nastavlja natjecanje u 2. HRL - Sjever, dok se rezervna momčad natječe u 3. HRL - Istok. 2008. godine klub dobiva ime "Brod - Konstruktor", te pod tim imenom osvaja 2. HRL - Sjever u sezoni 2009./10. i ulazi u Prvu HRL, te od 2010. godine djeluje pod imenom "Brod". Iz 1. HRL ispada u sezoni 2011./12., te se otad natječe u 2. HRL - Sjever, odnosno 2. HRL - Istok.

## Uspjesi
2. HRL
- prvak:1995./96. (Istok), 1998./99. (Istok), 2009./10. (Sjever)

3. HRL – Istok
- prvaci: 2024./25.

Prvenstvo SR Hrvatske
- prvak: 1966., 1978.

## Poznati igrači
- Venio Losert
- Vlado Losert

## Unutrašnje poveznice
- Slavonski Brod

## Vanjske poveznice
- rk-brod.hr - službene stranice  Arhivirana inačica izvorne stranice od 13. listopada 2018. (Wayback Machine)
- Rukometni klub Brod - Slavonski Brod, facebook stranica
- furkisport.hr/hrs, Brod, natjecanja po sezonama
- sportilus.com, Rukometni klub Brod Slavonski Brod